# Campeonato Mundial de Natação em Piscina Curta de 2012 - 200 m livre masculino
A prova dos 200 metros nado livre masculino do Campeonato Mundial de Natação em Piscina Curta de 2012 foi disputado em 12 de dezembro em Istambul  na Turquia.

## Recordes
Antes desta competição, os recordes mundiais e do campeonato nesta prova eram os seguintes:
|    | Nome            | Nacionalidade  | Tempo   | Local  | Data                   |
| -- | --------------- | -------------- | ------- | ------ | ---------------------- |
| WR | Paul Biedermann | Alemanha       | 1:39.37 | Berlim | 15 de novembro de 2009 |
| CR | Ryan Lochte     | Estados Unidos | 1:41.08 | Dubai  | 15 de dezembro de 2010 |

## Medalhistas
| Ouro              | Prata                 | Bronze            |
| Ryan Lochte (USA) | Paul Biedermann (GER) | Conor Dwyer (USA) |

## Resultados

### Eliminatórias
As eliminatórias ocorreram dia 12 de dezembro. 
| Colocação | Bateria | Raia | Nome                            | Tempo   | Notas |
| --------- | ------- | ---- | ------------------------------- | ------- | ----- |
| 1         | 9       | 6    | Ryan Lochte (USA)               | 1:42.41 | Q     |
| 2         | 9       | 5    | Viatcheslav Andrusenko (RUS)    | 1:43.98 | Q     |
| 3         | 10      | 4    | Paul Biedermann (GER)           | 1:44.05 | Q     |
| 4         | 10      | 6    | Matthew Stanley (NZL)           | 1:44.13 | Q     |
| 5         | 9       | 4    | Jarrod Killey (AUS)             | 1:44.33 | Q     |
| 6         | 10      | 3    | Conor Dwyer (USA)               | 1:44.61 | Q     |
| 7         | 10      | 5    | Dimitri Colupaev (GER)          | 1:44.84 | Q     |
| 7         | 10      | 7    | Ben Hockin (PAR)                | 1:44.84 | Q, NR |
| 9         | 8       | 0    | Devon Myles Brown (RSA)         | 1:44.89 |       |
| 10        | 10      | 9    | Leith Shankland (RSA)           | 1:44.91 |       |
| 11        | 9       | 3    | Dominik Meichtry (SUI)          | 1:44.92 |       |
| 12        | 10      | 1    | Dominik Kozma (HUN)             | 1:44.97 |       |
| 13        | 8       | 5    | Fernando Santos (BRA)           | 1:45.11 |       |
| 14        | 2       | 7    | Hao Yun (CHN)                   | 1:45.13 |       |
| 15        | 10      | 2    | Andrea D'Arrigo (ITA)           | 1:45.15 |       |
| 16        | 7       | 3    | Ahmed Mathlouthi (TUN)          | 1:45.19 |       |
| 17        | 9       | 8    | Anders Lie Nielsen (DEN)        | 1:45.45 |       |
| 18        | 9       | 1    | Daniel Skaaning (DEN)           | 1:45.56 |       |
| 19        | 8       | 9    | Velimir Stjepanović (SRB)       | 1:45.60 |       |
| 20        | 8       | 4    | Artem Lobuzov (RUS)             | 1:45.67 |       |
| 20        | 8       | 1    | Ieuan Lloyd (GBR)               | 1:45.67 |       |
| 22        | 8       | 2    | Yuki Kobori (JPN)               | 1:45.86 |       |
| 23        | 8       | 6    | Alex di Giorgio (ITA)           | 1:45.87 |       |
| 24        | 9       | 2    | Kemal Arda Gürdal (TUR)         | 1:46.09 |       |
| 25        | 8       | 8    | Lorys Bourelly (FRA)            | 1:46.90 |       |
| 26        | 7       | 5    | Coleman Allen (CAN)             | 1:46.92 |       |
| 27        | 9       | 0    | Serhiy Frolov (UKR)             | 1:47.02 |       |
| 28        | 8       | 3    | Robert Renwick (GBR)            | 1:47.24 |       |
| 29        | 9       | 9    | Doğa Çelik (TUR)                | 1:47.27 |       |
| 30        | 7       | 4    | Kenta Hirai (JPN)               | 1:47.35 |       |
| 31        | 10      | 8    | Ewan Jackson (NZL)              | 1:47.54 |       |
| 32        | 9       | 7    | Vinicius Waked (BRA)            | 1:47.95 |       |
| 33        | 7       | 6    | Arseni Kukharau (BLR)           | 1:48.68 |       |
| 34        | 7       | 7    | Anton Goncharov (UKR)           | 1:48.86 |       |
| 35        | 7       | 1    | Filip Zaborowski (POL)          | 1:48.87 |       |
| 36        | 6       | 5    | Esteban Enderica (ECU)          | 1:49.10 |       |
| 37        | 6       | 3    | Irakli Revishvili (GEO)         | 1:49.11 |       |
| 38        | 1       | 4    | Shi Tengfei (CHN)               | 1:49.37 |       |
| 39        | 10      | 0    | Thomas Gossland (CAN)           | 1:49.43 |       |
| 40        | 5       | 6    | Jemal Le Grand (ARU)            | 1:50.93 |       |
| 41        | 7       | 0    | Hoàng Quý Phước (VIE)           | 1:50.94 |       |
| 42        | 4       | 4    | Pang Sheng Jun (SIN)            | 1:51.24 | NR    |
| 43        | 7       | 2    | Matthew Abeysinghe (SRI)        | 1:51.44 |       |
| 44        | 6       | 2    | David Sikharulidze (GEO)        | 1:51.55 |       |
| 45        | 8       | 7    | Gal Nevo (ISR)                  | 1:51.80 |       |
| 46        | 6       | 1    | Radhames Kalaf (DOM)            | 1:51.88 | NR    |
| 47        | 6       | 8    | Christoph Meier (LIE)           | 1:52.22 |       |
| 48        | 7       | 8    | Arturo Pérez Vertti (MEX)       | 1:52.36 |       |
| 49        | 6       | 6    | Khurshidjon Tursunov (UZB)      | 1:52.64 |       |
| 50        | 7       | 9    | Stanislav Karnaukhov (KGZ)      | 1:52.70 |       |
| 51        | 6       | 7    | Sobitjon Amilov (UZB)           | 1:52.86 |       |
| 52        | 2       | 0    | Andrew Rutherfurd (BOL)         | 1:53.33 | NR    |
| 53        | 5       | 5    | José Montoya (CRC)              | 1:53.34 |       |
| 54        | 6       | 9    | Andrew Chetcuti (MLT)           | 1:53.46 | NR    |
| 55        | 2       | 8    | Mohammed Madouh (KUW)           | 1:53.57 | NR    |
| 56        | 2       | 1    | Jessie Lacuna (PHI)             | 1:54.18 |       |
| 57        | 5       | 4    | Welliam Maksi (SYR)             | 1:54.55 |       |
| 58        | 6       | 0    | Jesús Monge (PER)               | 1:54.84 |       |
| 59        | 4       | 7    | Sean Gunn (ZIM)                 | 1:54.89 |       |
| 60        | 5       | 3    | Quinton Delie (NAM)             | 1:55.46 |       |
| 61        | 5       | 9    | Iacovos Hadjiconstantinou (CYP) | 1:55.48 |       |
| 62        | 6       | 4    | Aleksander Slepchenko (KGZ)     | 1:55.70 |       |
| 63        | 5       | 8    | Edward Caruana Dingli (MLT)     | 1:55.82 |       |
| 64        | 4       | 3    | Christian Selby (BAR)           | 1:56.01 |       |
| 65        | 4       | 5    | Mathieu Marquet (MRI)           | 1:57.07 |       |
| 66        | 5       | 0    | Fernando Medrano (NCA)          | 1:57.20 |       |
| 67        | 4       | 6    | Ahmed Salam Al-Dulaimi (IRQ)    | 1:57.30 |       |
| 68        | 4       | 8    | Paul Elaisa (FIJ)               | 1:57.54 |       |
| 69        | 3       | 5    | Khader Baqleh (JOR)             | 1:58.41 |       |
| 70        | 3       | 4    | Adam Viktora (SEY)              | 1:58.95 |       |
| 71        | 5       | 2    | Jaywant Arcot Vijaykumar (IND)  | 1:59.36 |       |
| 72        | 5       | 7    | Abdoul Khadre Mbaye Niane (SEN) | 1:59.89 |       |
| 73        | 5       | 1    | Johnny Rivera (GUM)             | 2:00.16 |       |
| 74        | 4       | 0    | Anderson Lim (BRU)              | 2:00.74 |       |
| 75        | 4       | 1    | Bakr Salam Ali (IRQ)            | 2.00.15 |       |
| 76        | 4       | 9    | Michael Hitchcock (GIB)         | 2:00.82 |       |
| 77        | 3       | 6    | Israr Hussain (PAK)             | 2:04.42 |       |
| 78        | 4       | 2    | Oliver Quick (GIB)              | 2:04.72 |       |
| 79        | 3       | 3    | Zachary Payne (COK)             | 2:05.34 |       |
| 80        | 3       | 7    | Noah Al-Khulaifi (QAT)          | 2:07.02 |       |
| 81        | 3       | 0    | Azim Azimov (TKM)               | 2:09.02 |       |
| 82        | 3       | 1    | Franc Aleksi (ALB)              | 2:09.36 |       |
| 83        | 3       | 9    | Sirish Gurung (NEP)             | 2:10.11 |       |
| 84        | 2       | 5    | Brandon Schuster (SAM)          | 2:10.19 |       |
| 85        | 3       | 2    | Farhan Farhan (BHR)             | 2:10.26 |       |
| 86        | 1       | 5    | Mamadou Soumaré (MLI)           | 2:10.52 |       |
| 87        | 2       | 6    | Shawn Wallace (PLW)             | 2:21.27 |       |
| 88        | 2       | 4    | Naser Hassan (QAT)              | 2:24.20 |       |
| 89        | 1       | 3    | Daniele Tirabassi (VEN)         | DNS     |       |
| 89        | 2       | 2    | Yousef Al-Askari (KUW)          | DNS     |       |
| 89        | 2       | 3    | Nikolas Sylvester (VIN)         | DNS     |       |
| 89        | 3       | 8    | Tano Pierre Claver Atta (CIV)   | DNS     |       |

### Final
A final teve sua disputa realizada em 12 de dezembro. 
| Colocação         | Raia | Nome                   | Nacionalidade  | Tempo   | Notas |
| ----------------- | ---- | ---------------------- | -------------- | ------- | ----- |
| Medalha de ouro   | 4    | Ryan Lochte            | Estados Unidos | 1:41.92 |       |
| Medalha de prata  | 3    | Paul Biedermann        | Alemanha       | 1:42.07 |       |
| Medalha de bronze | 7    | Conor Dwyer            | Estados Unidos | 1:43.78 |       |
| 4                 | 2    | Jarrod Killey          | Austrália      | 1:44.04 |       |
| 5                 | 8    | Ben Hockin             | Paraguai       | 1:44.24 | NR    |
| 6                 | 6    | Matthew Stanley        | Nova Zelândia  | 1:44.55 |       |
| 7                 | 5    | Viatcheslav Andrusenko | Rússia         | 1:44.68 |       |
| 8                 | 1    | Dimitri Colupaev       | Alemanha       | 1:45.38 |       |

Legenda
| Recorde mundial       | Recorde mundial (World record)               |                       | Recorde africano                      | Recorde africano (African) |                                           | Q | Classificado por posição (Qualified) |
| Recorde do campeonato | Recorde do campeonato (Championship record)  | Recorde da América    | Recorde da América (Americas)         | q                          | Classificado por melhor tempo (Qualified) |   |                                      |
| Melhor marca do ano   | Melhor marca do ano (World leading)          | Recorde asiático      | Recorde asiático (Asian)              | DNS                        | Não largou (Did not start)                |   |                                      |
| Recorde nacional      | Recorde nacional (National record)           | Recorde europeu       | Recorde europeu (European)            | DNF                        | Não terminou (Did not finish)             |   |                                      |
| Recorde pessoal       | Recorde pessoal do atleta (Personal best)    | Recorde da Oceania    | Recorde da Oceania (Oceania)          | DSQ / DQ                   | Desclassificado (Disqualified)            |   |                                      |
| Recorde da temporada  | Recorde da temporada do atleta (Season best) | Recorde sul-americano | Recorde sul-americano (South America) | NM                         | Sem marca (No mark)                       |   |                                      |